# Luplanté
Luplanté ist eine französische Gemeinde mit 387 Einwohnern (Stand: 1. Januar 2022) im Département Eure-et-Loir in der Region Centre-Val de Loire. Die Gemeinde gehört zum Arrondissement Chartres und zum Kanton Illiers-Combray. Die Einwohner werden Luplantéens genannt.

## Geographie
Luplanté liegt etwa 16 Kilometer südsüdwestlich von Chartres. Umgeben wird Luplanté von den Nachbargemeinden Ermenonville-la-Grande im Norden, La Bourdinière-Saint-Loup im Osten, Vitray-en-Beauce im Südosten, Bouville im Süden, Ermenonville-la-Petite im Westen und Südwesten sowie Épeautrolles im Westen und Nordwesten.

## Bevölkerung
| Bevölkerungsentwicklung   | Bevölkerungsentwicklung | Bevölkerungsentwicklung | Bevölkerungsentwicklung | Bevölkerungsentwicklung | Bevölkerungsentwicklung | Bevölkerungsentwicklung | Bevölkerungsentwicklung | Bevölkerungsentwicklung | Bevölkerungsentwicklung | Bevölkerungsentwicklung | Bevölkerungsentwicklung | Bevölkerungsentwicklung |
| ------------------------- | ----------------------- | ----------------------- | ----------------------- | ----------------------- | ----------------------- | ----------------------- | ----------------------- | ----------------------- | ----------------------- | ----------------------- | ----------------------- | ----------------------- |
| Jahr                      | 1793                    | 1856                    | 1901                    | 1954                    | 1962                    | 1968                    | 1975                    | 1982                    | 1990                    | 1999                    | 2006                    | 2013                    |
| Einwohner                 | 514                     | 516                     | 427                     | 324                     | 288                     | 265                     | 241                     | 267                     | 260                     | 317                     | 393                     | 393                     |
| Quelle: Cassini und INSEE |                         |                         |                         |                         |                         |                         |                         |                         |                         |                         |                         |                         |

## Sehenswürdigkeiten

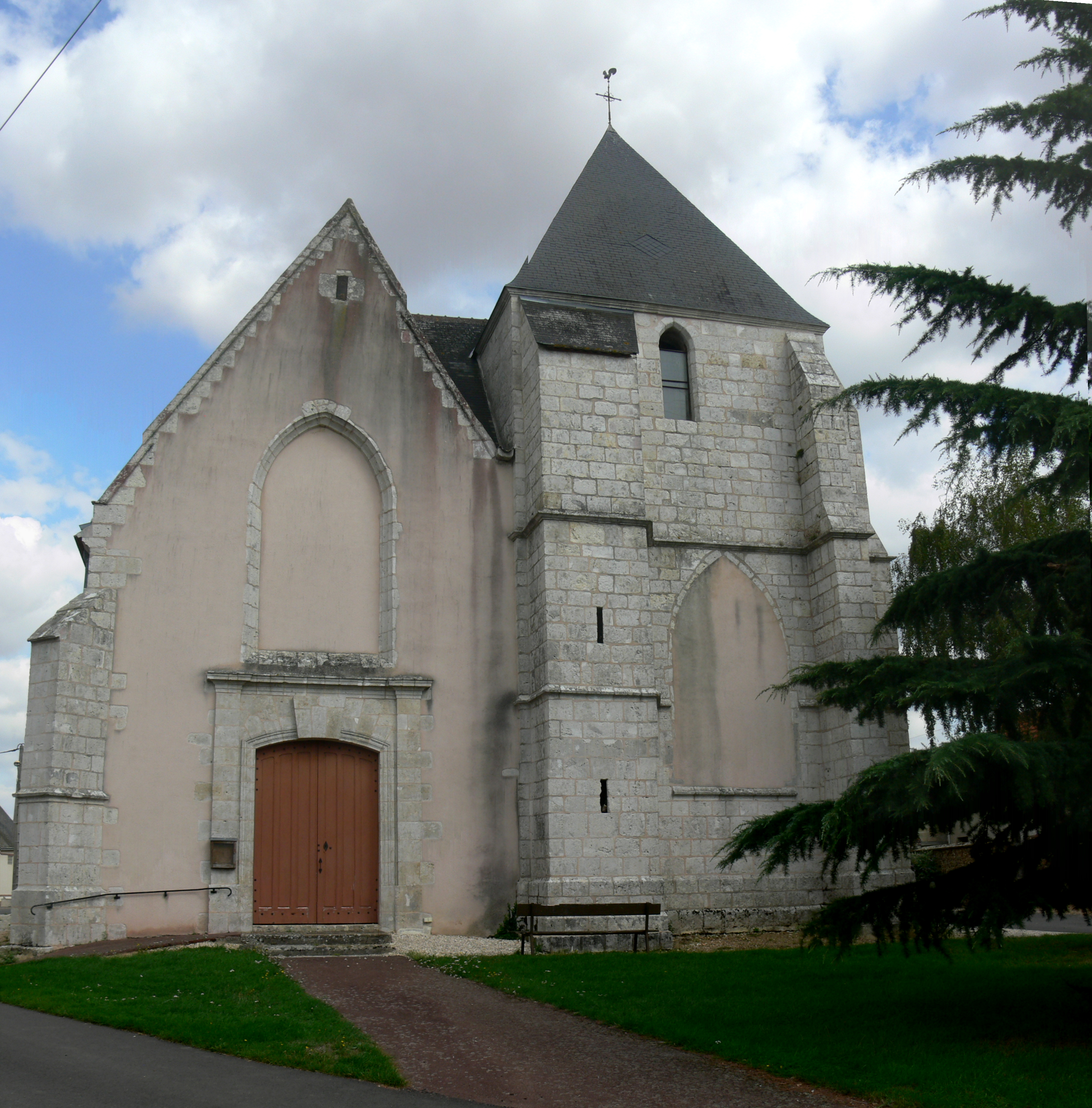
Kirche Saint-Georges

- Kirche Saint-Georges